# 東郷町立東郷小学校
東郷町立東郷小学校（とうごうちょうりつ とうごうしょうがっこう）は、愛知県愛知郡東郷町にある公立小学校。

## 沿革
- 1873年10月31日 - 祐福寺村祐福寺に第11番小学明徳学校創設
- 1873年12月1日 - 諸輪村清安寺に第10番小学明義学校創設
- 1876年8月 - 第11番小学明徳学校は春木学校、第10番小学明義学校は諸和学校に改称。和合書院開設
- 1878年5月24日- 傍示本、祐福寺、部田三ヶ村合併して春木村となる
- 1879年4月 - 諸和学校、和合分場設置
- 1880年11月 - 春木学校校舎を春木村仲田に新築移転
- 1881年 - 和合書院閉鎖
- 1883年 - 諸和学校和合分場を和合分校と改称
- 1886年12月 - 春木学校、諸和学校（含和合分校）を合併して春木村外二カ村立春木小学校とする。
- 1889年10月 - 諸和、和合二カ村合併して諸和村と改称。春木学校より分離して、諸輪上市に諸和分場を設置
- 1890年8月 - 諸和村狐坂に諸和学校校舎を新築、諸和分場から移転して、諸和学校と改称
- 1891年7月 - 小学校令改正より諸和学校は諸和尋常小学校、春木学校は春木尋常小学校に改称
- 1892年10月25日 - 諸和尋常小学校は諸和村立諸和尋常小学校、春木尋常小学校は春木村立春木尋常小学校と改称
- 1902年3月10日 - 春木尋常小学校校舎を春木村道下に新築移転、旧校舎は役場庁舎として市場屋敷に移築の予定
- 1903年4月10日 - 諸和尋常小学校内に諸和実業補習学校を併置
- 1906年4月30日 - 春木・諸和二カ村合併し東郷村と改称。旧諸和村役場校舎を北山に移築し、東郷村役場を設置
- 1906年12月31日 - 町村合併により東郷村立諸和尋常小学校、東郷村立春木尋常小学校と改称
- 1907年1月1日 - 春木・諸和の両校を廃合して東郷尋常小学校と改称。校舎はそのまま転用し、元春木学校校舎を市場屋敷へ移築、役場庁舎となる
- 1907年4月6日- 諸和実業補習学校を廃止する。
- 1908年4月1日 - 三好尋常高等小学校高等科1年修了生を第6学年に編入
- 1915年4月1日 - 高等科を併置し三好学校高等科通学者を収容する。東郷村立東郷尋常高等小学校に改称
- 1941年4月1日 - 東郷村立東郷国民学校と改称
- 1927年2月 - アメリカより青い目の人形を贈られる。
- 1947年4月1日 - 高等科が東郷村立東郷中学校となり尋常科は東郷村立東郷小学校となる
- 1970年4月1日 - 町制移行により東郷町立東郷小学校と改称
- 1972年4月1日 - 東郷町立春木台小学校を分離する。
- 1973年4月1日 - 東郷町立諸輪小学校を分離する。
- 1978年4月1日 - 東郷町立高嶺小学校を分離する。

## 行事
- 4月 - 入学式・始業式・離任式・新入生歓迎会
- 5月 - 遠足
- 6月 - 運動会
- 7月 - 第1学期終業式
- 9月 - 第2学期始業式・校内合唱発表会
- 10月 - 学習発表会
- 12月 - 第2学期終業式
- 1月 - 第3学期始業式
- 3月 - 卒業生を送る会・卒業式